# Horst Bösing
Horst Albert Wilhelm Bösing (* 10. September 1954) ist ein deutscher Musiker, Komponist und Produzent.

## Leben
Seine musikalischen Anfänge hatte Bösing zusammen mit Hermann Lammers Meyer, Carl Carlton und Kralle Krawinkel in Country- und Rock-Bands. Anfangs spielte er in der Band Emsland Hillbillies (1974 bis 1977) und bis 1981 in Top 40 Bands. Zwischen 1974 und 1977 studierte Bösing an der Universität Oldenburg Lehramt für Musik und Physik, wo er während seiner Zeit als Tutor für Elektronische Musik und Tonstudiotechnik Stephan Remmler und Kralle Krawinkel kennenlernte.
Anschließend folgten ab 1977 Sessions mit Krawinkel und Remmler, aus denen sich um 1980 die Band Wind entwickelte. Horst Bösing stieg aufgrund eines Angebotes von Micky Kaiser, dem ehemaligen Sänger und Bassisten der Bands Just Us, Cravinkel, aus und Peter Behrens (Schlagzeuger) stieg bei Wind ein. Die Band um Micky Kaiser löste sich nach einem halben Jahr wieder auf. Wind wurde in Trio umbenannt. Bösing widmete sich bis 1986 nur noch seinem Studium der Biologie.
1988 bis 1990 spielte er Keyboards und Piano in der ostfriesischen Folk-Formation Laway um Gerd Brandt. Während dieser Zeit lernte er den Folkmusiker, Verleger und Fernsehproduzenten Peter Braukmann kennen, der ihm zur Fernsehmusik der HR3 Comedy-Serie „Queens Palace“ (1989 bis 1990) verhalf. Ferner spielte Horst Bösing von 1992 bis 1996 bei Ulli Möhrings Countryrock-Band Autumn Leaves und von 2003 bis 2005 nochmals bei Laway mit, bei deren CDs er als Gastmusiker und Co-Produzent mitwirkte.
Horst Bösing hatte sich seit den 1980er Jahren mit Meditation, östlicher Philosophie und spirituellen Themen befasst. Um 1987 stieß er durch die Psychologin Maria-Luise Hilf auf die Werke von Joachim-Ernst Berendt. Hierdurch inspiriert begann er selbst mit der Komposition und Produktion meditativer und spiritueller Musik, für die er 1991 auch einen Verlag und Vertrieb fand. Auf einem Teil der CDs spielt der polnische Jazzflötist und Komponist Krzysztof Zgraja. Bis 2005 resultierten aus dieser Entwicklung ca. 50 CDs mit meditativer und spiritueller Musik, Weltmusik und Chill Out. Zu Joachim-Ernst Berendt nahm Bösing 1992 Kontakt auf, besuchte seine letzten Seminare zum Thema Hören in der Schweiz und auf Gomera, wurde sein autorisierter Schüler und produzierte 1998 Berendts letzte CD „Seelenlandschaften“. Weitere geplante Produktionen scheiterten am Unfalltod Berendts im Februar 2000. Für die 1. Niedersächsische Landesgartenschau in Bad Zwischenahn 2002 komponierte und produzierte Horst Bösing die Musik der Klanginseln und ein Doppelalbum mit dem Titel „Klangpoesie und Farbräume“. Seine erfolgreichsten Alben „Dance in the Light“ und „Tai Chi - Yoga Qi - Gong“ wurden jeweils ca. 100.000 mal verkauft. Insgesamt wurden bis 2010 durch die Neptun Media GmbH unter Horst Bösings Pseudonym „THORS“ etwa 500.000 Tonträger verkauft.
Seit Frühjahr 2011 werden die Alben der „THORS“-Serie durch den Vertrieb „Neptun Media GmbH“ auch bei Amazon, iTunes, Musicload zum Download angeboten. Im Sommer 2012 reaktiviert Horst Bösing sein Label MIND MUSIC EAR- & HEAR COMPANY (Vertrieb: Believe Digital).

## Diskografie (Auswahl)

### Alben

#### Als „Thors“
N = Neptun Media GmbH, M = Mind Music
- 1989 Pacific Images (MC), M
- 1991 Harmony Mind, N
- 1992 Entspannungsmusik für die Jungfrau, N
- 1994 Healing The Spirit, N
- 1994 Sounds Of Nature, N
- 1996 Sinnvoll Leben, M
- 1996 Tai Chi - Qi Gong, M
- 1997 Dance in the Light
- 1997 Fantastic Flute Dreams, N
- 1997 Fantastic Cello Dreams, N
- 1998 Fantastic Didgeridoo Dreams, N
- 1999 Tai Chi - Yoga - Qi Gong, N
- 1999 Best of Fantastic Music Dreams (Compilation), N
- 2000 For Peace 2030, N
- 2001 Wellness & Spa, N
- 2001 Tantra & Love, N
- 2002 Healing Energy, N
- 2002 For Your Sunset Dreams, N
- 2002 Klangpoesie und Farbräume (2 CD zur 1. Niedersächsischen Landesgartenschau, Bad Zwischenahn 2002), M
- 2003 For Lucky Moments, N
- 2004 The Buddha Spirit, N
- 2004 Dance in the Light Vol.2, N (Musik für die Klanginseln im Park der Gärten, Bad Zwischenahn)
- 2004 Die Heilkraft der Naturklänge, N (Musik für die Klanginseln im Park der Gärten, Bad Zwischenahn)
- 2004 Oriental Dreams, N
- 2005 Klangschalen-Therapiemusik, N
- 2007 Loslassen, N
- 2008 Wohltuende Naturgeräusche mit traumhafter Entspannungsmusik, N
- 2013 Fairytales, M (Believe Digital)
- 2017 Flow - Empathic Music for Dream Trips, Daydreams and Relaxation! N

#### Unter Horst Albert Boesing
- 2012 Sun Suite (A Spiritual Journey) Horst Albert Boesing & Krzysztof Zgraja, M (Believe Digital)
- 2014 Ich träume von Dir (Astronaut's Dream), M (Believe Digital)

#### Mit „Laway“
- 1996 Störtebeker - För't lieke Deel, Artychoke
- 2005 Dat Snoddelleen (Kinder CD), Artychoke
- 2005 Störtebeker - Freje Wind, Artychoke
- 2006 Hartleed, Artychoke
- 2008 Störtebeker - Seils ut Sülver, Artychoke

#### Sonstiges
- 1974 Endlich, Nature - metronome (mit Emsland Hillbillies)
- 1994 Sun Suite - Die Heilkraft der Elemente, Windpferd (unter dem Pseudonym „Silent Thunder“)
- 1996 Morgenandacht - Naturatmosphären
- 1999 BestService Blue Box SFX (16 CD Filmgeräusche)
- 1999 BestService Black Box SFX (8 CD Filmgeräusche)
- 2000 BestService Red Box SFX (20 CD Filmgeräusche)
- 2005 Essania: Crystal Spheres (als Produzent), Far Beyond
- 2006 BestService Studio Box SFX (4 DVD5 Filmgeräusche)
- 2009 BestService Studio Box Mk II (4 DVD9 Filmgeräusche)
- 2014 Bestservice Studio Box Mk.III (Download und auf 32 GB USB-Stick)

### Singles
- 1973 Rock'n Roll Cowboy (Emsland Hillbillies)

## Film und Fernsehen
- 1975 bis 1977 mit den Emsland Hillbillies in Bruce Low's Country Sendung „Howdy“ beim ORF in Wien und in der Info Show mit Henning Venske beim SWF
- 1990 mit Laway für den NDR beim EBU-Folk-Festival im jugoslawischen Novi Sad vertreten
- 1990 Trailer und Fernsehmusik zur Sendung Queens Palace auf hr 3, der ersten wirklichen Comedyshow in Deutschland
- 1995 als Seminarteilnehmer auf Gomera im Film „Die Welt ist Klang - Joachim-Ernst Berendt, ein Porträt von Bärbel Maiwurm SWF“
- 2003 Filmmusik und Postproduction zu Ferne Fürsten (1) - Burg und Land, ein virtueller Rundgang durch das Schloss zu Jever um 1720
- 2004 mit Laway für den NDR in der Sendung „Talk op Platt“
- 2005 mit Laway für den NDR in der Sendung „Hallo Niedersachsen“